# Салат компасний
{{#ifeq:0|0|{{#if:|{{#if:Lactucaserriola|[[]}}|}}}}
Салат компасний, ін.назви: кокиш, латук компасний, салата компасна (Lactuca serriola) — дворічна трав'яниста сіро-зелена з молочним соком рослина родини айстрових (складноцвітих).

## Будова
Стебло пряме, борозенчасте, білувато-жовтувате, голе або внизу вкрите жорсткими щетинками, 60—120 см заввишки. Листки сидячі, зі стрілкоподібною основою, виїмчасто-перисторозсічені, з оберненими назад частками, по краю дрібноколючозубчасті, знизу по середній жилці щетинисті, спрямовані вгору. Квітки язичкові, двостатеві, блідо-жовті, в численних дрібних небагатоквіткових кошиках, що утворюють волотеподібне суцвіття. Плід — сім'янка. 
Цвіте у червні — вересні.

## Поширення
Салат компасний росте як бур'ян на городах, у садах по всій території України.

## Сировина
З лікувальною метою використовують листя рослини (лат. Folia Lactucae) і затверділий молочний сік, так званий лактукарій (Lactucarium). Листя збирають перед початком розпускання кошиків. Сушити його треба по можливості швидко. Щоб одержати лактукарій, зрізають верхівку розквітлої рослини, а молочний сік, що витікає з рани, збирають ножем у чашку, де він і засихає. 
Цю операцію повторюють кілька разів на день, роблячи щоразу новий зріз трохи нижче від попереднього. Рослина неофіцинальна. 

## Хімічний склад
Усі частини рослини містять молочний сік, до складу якого входять гіркоти, алкалоїди, смоли та інші речовини.

## Практичне використання

### Фармакологічні властивості і використання
Салат компасний виявляє седативну, спазмолітичну й сечогінну дію. Настій листя і лактукарій застосовують при нервовому безсонні, підвищеній рефлекторній збудливості, болях, бронхітах, ларингітах, коклюші, бронхіальній астмі та як допоміжний засіб при лікуванні епілепсії. Як діуретичний засіб латук рекомендують при подагрі, захворюваннях сечового міхура і при водянці.

### У харчуванні
Рослина здавна відома як харчова у країнах Європи та Середньої Азії. Для свіжих салатів придатні молоді листки. Їх кладуть до юшок, використовують для соусів та як шпинат. Насіння містить 35% олії, що йде в їжу. Молоді, очищені від шкірки стебла прокручують між долонями, видавлюючи гіркуватий молочний сік, і ласують ними.

Рослина отруйна. Передозування небезпечне![джерело?]

## Цікаві факти
- Уміє розгортати листя ребром до сонця у спекотні дні.
- Салат компасний — компасна рослина, листки якої розташовуються в площині магнітного меридіана, тобто з півночі на південь.

## Галерея

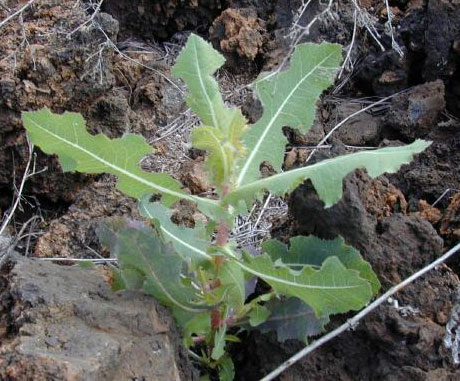
Молода рослина
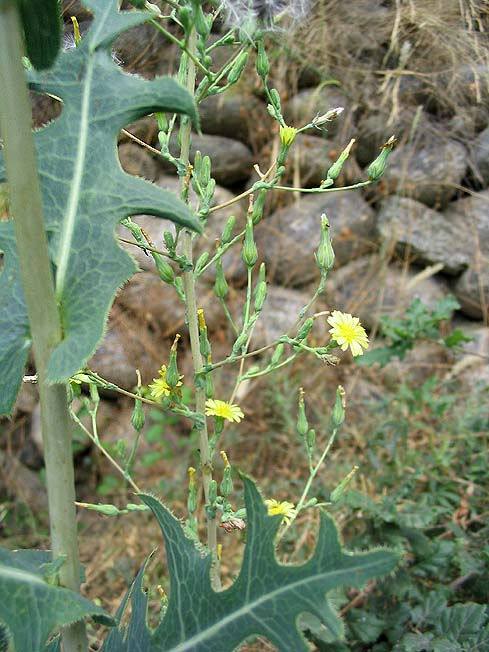
Зверніть увагу, як обхоплює стовбур листок
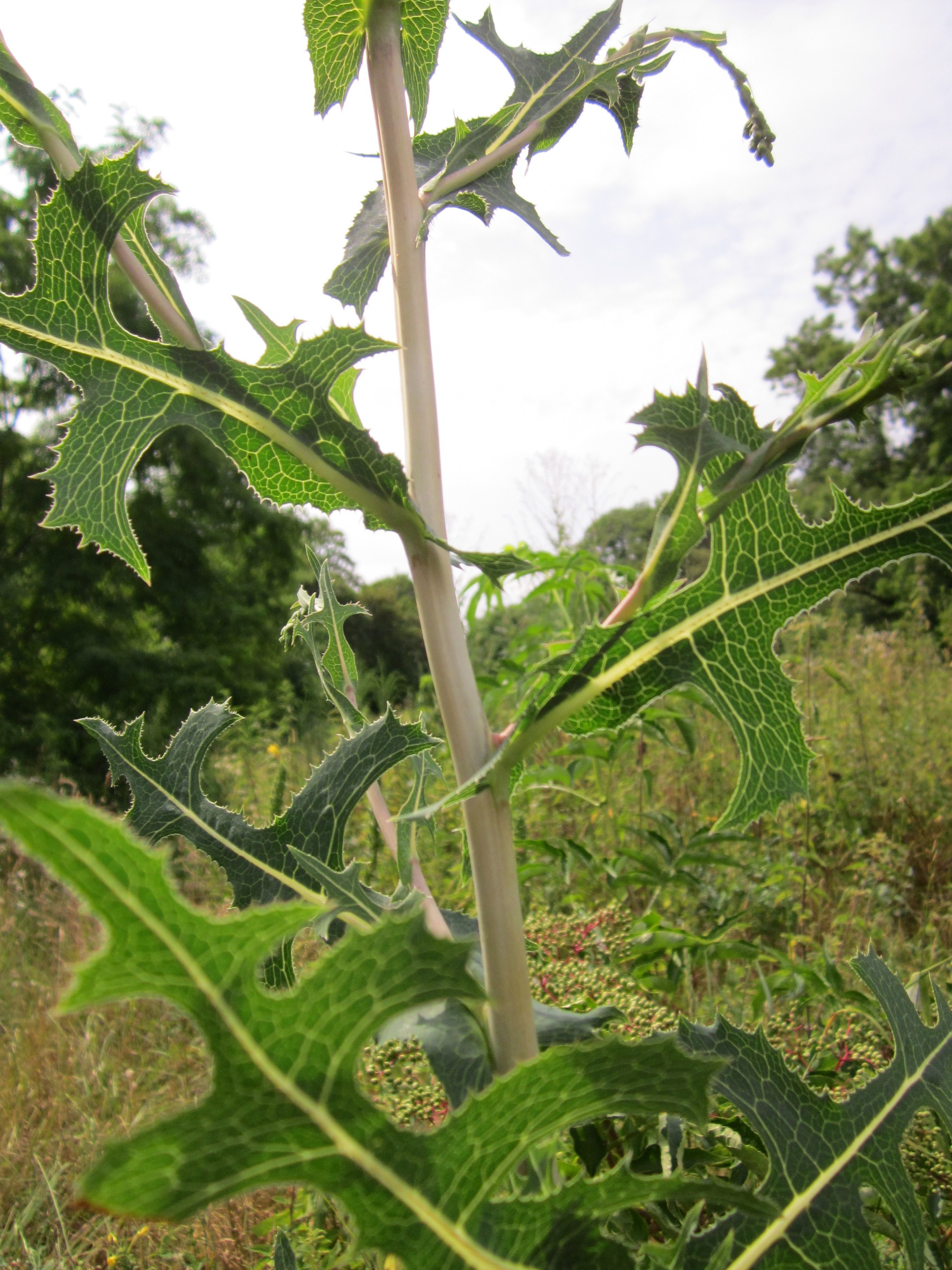
Рослина складає листя в сонячний день